# 豊明市立豊明小学校
豊明市立豊明小学校（とよあけしりつ とよあけしょうがっこう）は、愛知県豊明市阿野町茶屋浦29にある市立小学校。校訓は「強く 正しく 明るく」。

## 地理
豊明小学校の学区は名鉄名古屋本線や国道1号に沿って南北に長い。学校の敷地のすぐ南側を名鉄名古屋本線（前後駅＝豊明駅間）が通っており、学区内には前後駅がある（豊明駅は中央小学校の学区）。また敷地のすぐ北側を旧東海道が通っており、学校からすぐの場所には国指定史跡の「阿野一里塚」がある。旧東海道のさらに北側には国道1号が通っている。

## 歴史

### 年表
- 1910年（明治43年）7月31日 - 豊明尋常小学校として設立。
- 1917年（大正6年） - 高等科を設置し、豊明尋常高等小学校に改称。
- 1941年（昭和16年） - 豊明村立豊明国民校に改称。
- 1947年（昭和22年） - 豊明村立豊明小学校に改称。
- 1957年（昭和32年）1月1日 - 豊明村の町制施行により豊明町立豊明小学校に改称。
- 1971年（昭和46年）4月1日 - 豊明町立豊明小学校から豊明町立栄小学校が分離。[3]
- 1972年（昭和47年）8月1日 - 豊明町が市制施行して豊明市が発足したことで豊明市立豊明小学校に改称。
- 2010年（平成22年） - 創立100周年記念事業を開催。

### 沿革
1910年（明治43年）7月31日、愛知郡豊明村の豊明尋常小学校として設立された。南部小学校という仮称があったため、校章には「南豊」の文字がデザインされている。高度経済成長期の1965年（昭和40年）前後から豊明町南部の丘陵地に相次いで住宅団地が生まれ、児童数が1500人にまで爆増。1970年（昭和45年）9月には分校の西部小学校（仮称）が設置され、1971年（昭和46年）4月1日には正式に豊明町立栄小学校が豊明小学校から分離した。これにより、1970年度に1537人だった児童数は、1971年度に680人となっている。
1974年（昭和49年）5月には体育館が竣工した。1977年（昭和52年）3月には新校舎（南館）が竣工した。1978年（昭和53年）7月にはプールが竣工した。1981年（昭和56年）には1954年竣工の中校舎を撤去した。
2010年（平成22年）には創立100周年を迎え、『豊明市立豊明小学校創立100周年記念誌』の発行などの各種記念事業を開催した。2017年度（平成29年度）の児童数は295人だった。

### 児童数の変遷
『愛知県小中学校誌』（2018年）によると、児童数の変遷は以下の通りである。
| 1947年（昭和22年） | 857人  |  |
| 1957年（昭和32年） | 1023人 |  |
| 1967年（昭和42年） | 1096人 |  |
| 1977年（昭和52年） | 669人  |  |
| 1987年（昭和62年） | 472人  |  |
| 1997年（平成9年）  | 319人  |  |
| 2007年（平成19年） | 361人  |  |
| 2017年（平成29年） | 295人  |  |

## 著名な出身者
- 伊藤稜（野球選手）